# Fernando Tambroni
Fernando Tambroni (n. 25 noiembrie 1901, Ascoli Piceno, Marche, Regatul Italiei – d. 18 februarie 1963, Roma, Italia) a fost un politician italian.